# Virginia-klass (kryssare)
Virginia-klass var en fartygsklass med atomdrivna robotkryssare tillverkade för USA:s flotta under 1970-talet. Deras huvuduppgift var att agera eskort åt atomdrivna hangarfartyg och behövde därför också vara atomdrivna för att uppnå samma uthållighet. Även om tyngdpunkten låg på luftvärn så var de också kapabla fartyg för såväl ytstrid som ubåtsjakt. Kryssare av den här typen brukar kallas ”double-ended” eftersom de har robotlavetter både i fören och aktern. De var de sista atomdrivna kryssare som tillverkades i USA. De avvecklades på 1990-talet.

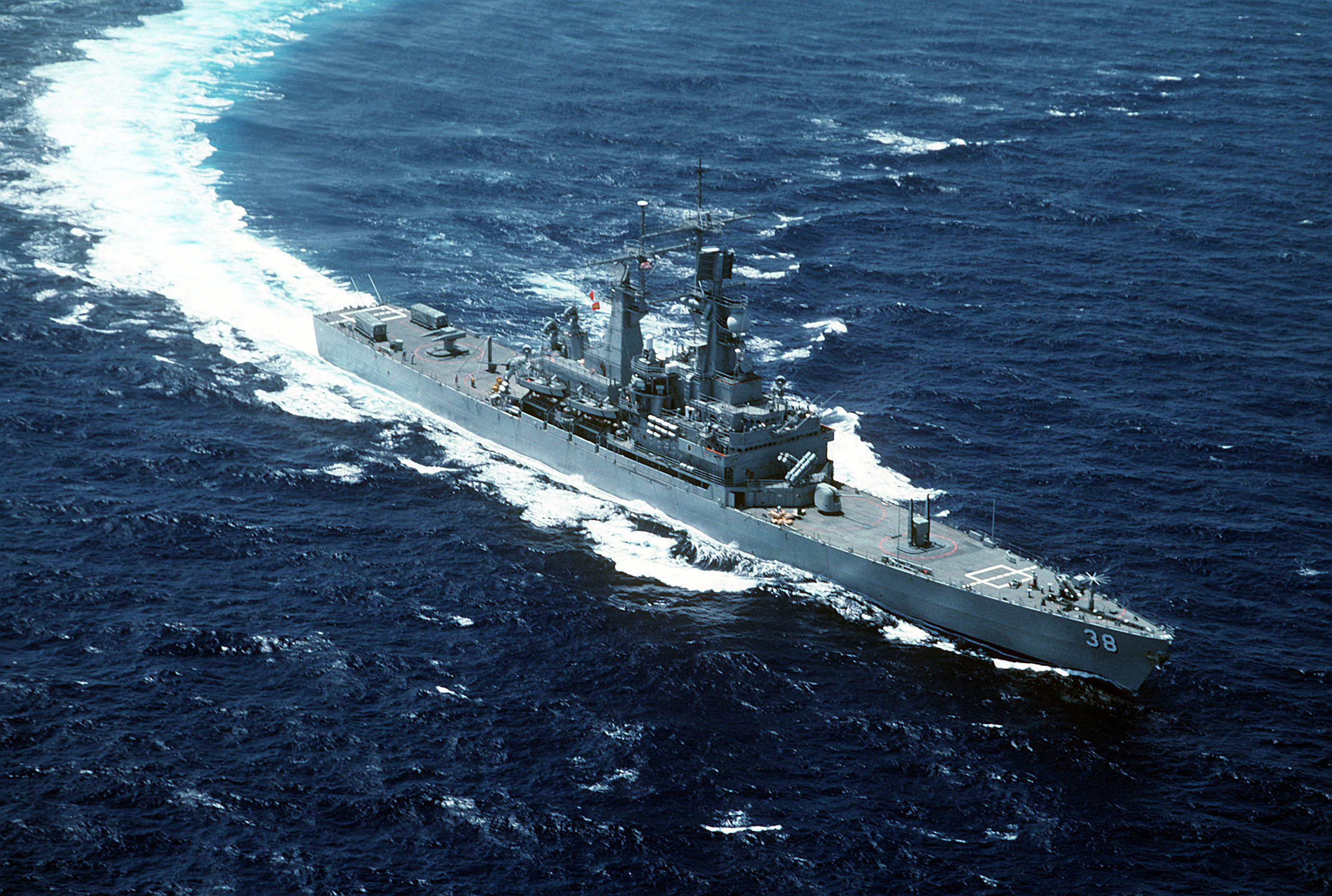
USS Virginia i april 1991.

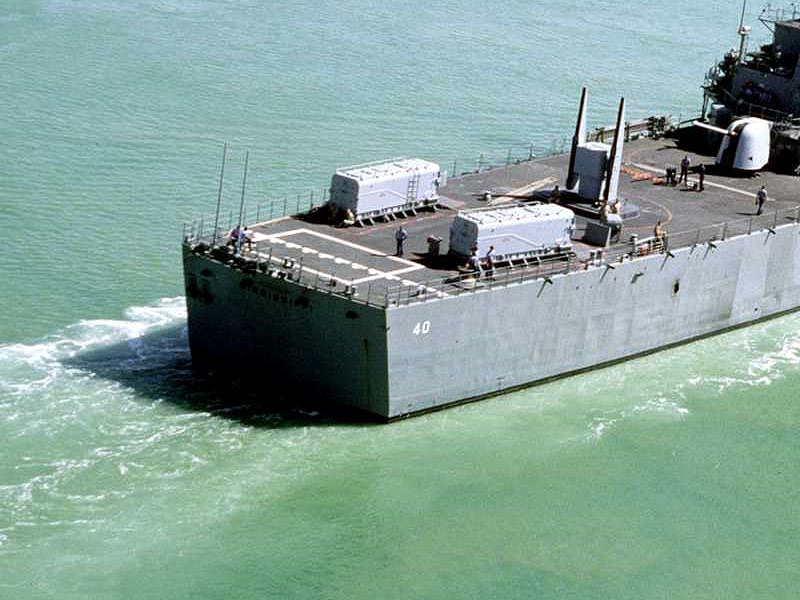
De två avfyringstuberna för Tomahawk-robotar på Mississippis helikopterdäck.

## Utveckling
Virginia-klassen var en vidareutveckling av den föregående California-klassen. Den viktigaste förbättringen var de nyare dubbellavetterna för Standard-robotar som kunde hålla en betydligt högre avfyringstakt. Dessutom kunde de avfyra ASROC-robotar vilket gjorde att det inte längre behövdes ett separat robotsystem för ubåtsjaktrobotarna. Virginia-klassen började byggas innan Aegis-systemet var färdigutvecklat och i stället användes eldledningssystemet från det äldre Tartar-systemet. Utrymme fanns dock reserverat för att installera Aegis-systemet i ett senare skede.
Från början planerades ingen hangar för helikoptern, men eftersom utrymmet under helikopterdäck (som på California-klassen var tänkt att användas för tunga torpeder) var outnyttjat konstruerades en hiss som kunde lyfta ner helikoptern och skydda den med luckor ovanför. Systemet visade sig ha flera brister, hissen krånglade ofta och luckorna var inte vattentäta. Därför förseglades hissen och utrymmet på helikopterdäck utnyttjades i stället för två avfyringstuber för totalt åtta stycken Tomahawk-robotar.

## Avveckling
Efter Sovjetunionens fall och kalla krigets slut blev många örlogsfartyg överflödiga. Virginia-klassen var dock moderna och relativt nybyggda fartyg, det i kombination med att de hade varit dyra att bygga talade för att de trots allt skulle behållas i tjänst. Trots det så avvecklades alla fartyg i klassen, huvudsakligen av ekonomiska skäl. Gasturbindrivna kryssare som Ticonderoga-klassen var billigare i drift och det förestående bränslebytet i reaktorerna skulle ha kostat mycket pengar. Beslutet dröjde dock till 1993 och vid det laget hade Texas redan påbörjat sitt bränslebyte och de äldre kryssarna i California-klassen hade redan genomfört den tillsammans med andra uppgraderingar.

## Fartyg i klassen

### USSVirginia(CGN-38)
Påbörjad: 19 augusti 1972, Sjösatt: 14 december 1974, Tagen i tjänst: 11 september 1976, Avrustad: 10 november 1994, Skrotad: mars 1999

Under de första sex månaderna genomförde Virginia ett flertal tester i Västindien varefter hon 25 april 1977 blev liggande i Norfolk för utvärdering. Den 28 september var hon åter till sjöss som en del av Atlantflottan. I augusti och september 1977 deltog hon i övningen Northen Wedding och besökte bland annat Oslo, Rotterdam och Portsmouth. Under 1983 var hon i Medelhavet för att understöda de amerikanska fredsbevarande trupperna i Libanon. I september avfyrade hon över 300 granater för att understödja libanesiska arméns försvar av Souk El Gharb. År 1984 var hon tillbaka i Norfolk för modernisering, bland annat fick hon Phalanx CIWS närluftvärn, SM-2MR-robotar och, som första kryssare, Tomahawk-robotar. I samband med uppgraderingen blev hon också av med sina helikopterfaciliteter. I december 1990 var hon flaggskepp för en amerikansk flottstyrka i östra Medelhavet. Styrkans huvuduppgift var att skydda Israel från anfall med Scud-robotar under Kuwaitkriget, men hon avfyrade själv två stycken Tomahawk-robotar mot mål i västra Irak. Virginia avrustades 10 november 1994 och skrotades i mars 1999. Hennes Tomahawk-tuber finns bevarade i Norfolk.

### USSTexas(CGN-39)
Påbörjad: 18 augusti 1973, Sjösatt: 9 augusti 1975, Tagen i tjänst: 10 september 1977, Avrustad: 16 juli 1993, Skrotad: oktober 1999

Texas första uppdrag var att eskortera USS Nimitz i Arabiska havet under Operation Eagle Claw i april 1980. Under årsskiftet 1980–1981 genomgick hon en modernisering där hon utrustades med Phalanx CIWS. I augusti 1981 eskorterade hon återigen USS Nimitz, den här gången norr om Sidrabukten i Medelhavet för att hävda rätten till internationellt vatten. Libyens flygvapen gjorde flera skenanfall mot den amerikanska stridsgruppen. Vid ett tillfälle utbröt en luftstrid mellan två amerikanska F-14 Tomcat och två libyska Suchoj Su-22. År 1983 genomförde hon en världsomsegling tillsammans med hangarfartyget USS Carl Vinson. I april 1987 moderniserades hon och fick sina Tomahawk-robotar, Phalanx-system och SM-2MR-robotar. Under operation Desert Storm tjänstgjorde hon först som eskort åt USS Nimitz och senare som flaggskepp för en internationell minsvepningsstyrka som röjde minur utanför Kuwaits kust. I maj 1993 var Texas upplagd för bränslebyte i reaktorn när beslutet om avveckling kom. Bränslebytet genomfördes aldrig, i stället avrustades fartyget för att skrotas i oktober oktober 1999.

### USSMississippi(CGN-40)
Påbörjad: 22 februari 1975, Sjösatt: 31 juli 1976, Tagen i tjänst: 5 augusti 1978, Avrustad: 28 juli 1997, Skrotad: oktober 2004

Mississippi genomförde sin första patrull i Karibien i början av 1979. I augusti 1981 var hon i Medelhavet och Sidrabukten tillsammans med sitt systerfartyg Texas under konfrontationen med Libyen. I december 1982 patrullerade hon utanför Libanons kust och kunde rädda alla 19 besättningsmän från det nödställda lastfartyget Andalusia. I augusti 1989 patrullerade hon återigen utanför Libanon efter att Hizbollah kidnappat och mördat den amerikanske militärobservatören William Higgins. Under Kuwaitkriget tjänstgjorde Mississippi i Röda havet varifrån hon avfyrade fem Tomahawk-robotar mot mål i Irak. Under sommaren och hösten 1994 var hon i Västindien för att understödja de amerikanska trupperna i Haiti och återinsättningen av president Jean-Bertrand Aristide. Under större delen av 1995 patrullerade hon Adriatiska havet för att bevaka luftrummet över Bosnien-Hercegovina och för att koordinera NATOs flygoperationer. Den 6 september 1996 placerades Mississippi i malpåse och avrustades 28 juli 1987. Under våren 1989 bogserades skrovet från Norfolk via Panamakanalen till Bremerton. Hon skrotades i oktober 2004.

### USSArkansas(CGN-41)
Påbörjad: 17 januari 1977, Sjösatt: 21 oktober 1978, Tagen i tjänst: 18 oktober 1980, Avrustad: 7 juli 1998, Skrotad: november 1999

Arkansas första resa var en kryssning till Puerto Rico i februari 1981. I april samma år genomförde hon en längre kryssning till Rio de Janeiro och Recife i Brasilien. Från hösten 1982 till våren 1983 var hon i Medelhavet där hon patrullerade Libanons kust och Sidrabukten norr om Libyen. Sommaren 1983 överfördes hon till Stillahavsflottan. I juni 1984 deltog hon i övningen RIMPAC 84 för att sedan genomföra en världsomsegling via Subic Bay på Filippinerna, Hongkong, Suezkanalen, Toulon i Frankrike, Gibraltar sund, Azorerna, Barbados och Panamakanalen. Våren 1985 var hon upplagd i Bremerton för modernisering och utrustades med Tomahawk-robotar och Phalanx-system. Under Kuwaitkriget ingick hon som luftförsvarseskort i samma stridsgrupp som USS Abraham Lincoln. Sitt sista uppdrag genomförde hon i september 1996 då hon deltog i hämndaktionen mot Irak som ett svar på Saddam Husseins övergrepp på kurder i Irakiska Kurdistan. Arkansas avrustades 7 juli 1998. Planer fanns på att göra henne till museifartyg i delstaten Arkansas, men utan framdrivningssystem hade det blivit för komplicerat att transportera ett så stort fartyg uppför Mississippifloden, så hon skrotades i november 1999.